# MTV Movie & TV Awards
MTV Movie & TV Awards (tidligere MTV Movie Awards) er en amerikansk filmprisuddeling, der finder sted hvert år på musikkanalen MTV(Music Television). Ceremonien er beregnet til unge mennesker og indeholder normalt filmparodier, der er spildet ind i originale filmmateriale, men enkelte af scenerne er blevet udskiftet med scener spillet af kendte personer. De nominerede til prisen er udvalgte af Tenth Planet Productions, produktionsselskabet ledet af Joel Gallen, som også er skaberen af MTV Movie Awards. Vinderne er udvalgt af publikum, der kan gå ind og stemme via MTVs officielle hjemmeside. 
Den første prisuddeling fandt sted i 1992. Selve prisen er en forgyldt bakke med popcorn. Kategorierne varierer fra år til år, men enkelte af de mest specielle kategorier prisen er delt ud i er «Bedste kampscene», «Bedste skræmte optræden», «Bedste kys», «Mest sexede optræden» og «Bedste skurk».

## Udsendelse
I modsætning til MTVs anden kendte prisuddeling, MTV Video Music Awards (som sendes direkte), blev MTV Movie Awards (op til 2006) først sendt er par dage efter begivenheden finder sted. Hele produktionen blev optaget på en helt anden måde end den fjernsynsseerne så. For eksempel, ville showets vært have optaget alle sine monologer og introduktioner på samme tid, og alle de musikalske optrædener ville blive opført en efter en. Kendte ville ofte kun optræde live for bekendtgørelsen af deres priskategori, og medlemmerne af det generelle publikum udfylde deres ledige pladser, under de andre tider. Gennem en smart redigering, var MTV i stand til at vise fjernsynspublikummet en prisuddeling, der lod til at være et liveshow, med kendte der gik omkring gennem hele ceremonien. Denne produktions metode gjorde at man havde mulighed for at redigere dårligt sprog, hvilet også gjorde det mere belejligt for kendisserne. Det virkelige liveshow blev sendt på samme dag, på betal-per-udsendelses kanaler i USAs hovedstads områder. Men i 2007, vil dette blive ændret, da MTV og Survivors (det engelske Robinson Ekspeditionen) producer Mark Burnett (der vil overtage pligter i showet i 2007) bekendtgjorde at '07s version ville blive sendt direkte på MTV for første gang den 3. juni, 2007 i Los Angeles i Californien. Hvad der vil ske med hensyn til de tekniske bommerter, vides ikke endnu.

## Kategorier
- Bedste film
- Bedste mandlige præstation
- Bedste kvindelige præstation
- Bedste mandlige gennembrud
- Bedste kvindelige gennembrud
- Bedste filmpar
- Bedste skurk
- Bedste Rolle i Komedie
- Bedste Sang Fra En Film (Bedste musikalske optræden)
- Bedste Kys
- Bedste actionsekvens
- Bedste kampscene
- Bedste skræmte optræden
- Bedste Nye Filmager

## Værter og bedste film
|    | Dato | Filmår | Værter                                   | Bedste film                            |
| 1  | 1992 | 1991   | Dennis Miller                            | Terminator 2: Dommedag                 |
| 2  | 1993 | 1992   | Eddie Murphy                             | Et spørgsmål om ære                    |
| 3  | 1994 | 1993   | Will Smith                               | Menace II Society                      |
| 4  | 1995 | 1994   | Jon Lovitz og Courteney Cox              | Pulp Fiction                           |
| 5  | 1996 | 1995   | Ben Stiller og Janeane Garofalo          | Seven                                  |
| 6  | 1997 | 1996   | Mike Myers                               | Scream                                 |
| 7  | 1998 | 1997   | Samuel L. Jackson                        | Titanic                                |
| 8  | 1999 | 1998   | Lisa Kudrow                              | Vild med Mary                          |
| 9  | 2000 | 1999   | Sarah Jessica Parker                     | The Matrix                             |
| 10 | 2001 | 2000   | Jimmy Fallon og Kirsten Dunst            | Gladiator                              |
| 11 | 2002 | 2001   | Sarah Michelle Gellar og Jack Black      | Ringenes Herre: Eventyret om Ringen    |
| 12 | 2003 | 2002   | Seann William Scott og Justin Timberlake | Ringenes Herre - De to Tårne           |
| 13 | 2004 | 2003   | Lindsay Lohan                            | Ringenes Herre - Kongen vender tilbage |
| 14 | 2005 | 2004   | Jimmy Fallon                             | Napoleon Dynamite                      |
| 15 | 2006 | 2005   | Jessica Alba                             | The 40 Year Old Virgin                 |

### Lifetime Achievement Award/MTV Generation Award
MTV har mindst tre gange, givet prisen til fiktive karakterer i deres version af Livstids Præstations Prisen: Godzilla, Jason Voorhees, og Chewbacca. Jason fik æren i 1992. Godzilla fik prisen i 1996, og Chewbacca trådte i samme fodspor da han året efter også modtog prisen. Kategorien eksisterede som en parodipris indtil 1997. Men i 1998, blev prisen seriøs og blev uddelt til folk som Clint Howard i 1998, Tom Cruise i 2005, og Jim Carrey og Spike Lee i 2006.